# ジャンパオロ・ベッリーニ
ジャンパオロ・ベッリーニ（Gianpaolo Bellini, 1980年3月27日 - ）は、イタリア・サルニコ出身の元サッカー選手。現役時代のポジションはDF。

## 来歴

### クラブ
アタランタBCの地元ベルガモ近郊の町サルニコ出身。ユース時代からアタランタ一筋で、セリエBに所属していた1999年にトップチームデビューし、2010年にはチームの歴代出場記録を更新したバンディエーラ。ポジションは、主に両サイドバック。
2010年7月、契約を2013年（＋1年のオプション）まで延長した。2015-16シーズン限りでの現役引退を表明していた中、ホーム最終戦となるウディネーゼ・カルチョとの試合でPKキッカーを務めゴールを決めた。

### 代表
2000年からU-21イタリア代表にプレー。2002年のUEFA U-21欧州選手権の代表にも選出され、グループリーグ3試合にスタメン出場。

## 所属クラブ
- アタランタBC 1998-2016

## タイトル
アタランタ
- セリエB : 2005-06, 2010-11